# 네이트 헌터
니스 헌터(Neith Hunter, 영어 발음: /ˈniːθ/, 1967년 12월 3일 ~ )는 미국의 배우, 모델이다.

## 영화
- 젠틀맨스 벳 (1995년)
- 사선의 연인 (1995년)
- 카르노사우르 2 (1995년)
- 인사이드 아웃 (1991년)
- 다크 나이트 (1991년)
- 죽음의 밤 4 - 저주받은 초대 (1990년)
- 회색 도시 (1987년)
- 죽음의 키스 (1987년)
- 원 라이프 투 리브 (1968년)